# Jonathan Westerberg
Matz Jonathan Westerberg (* 25. Februar 1994 in Schweden) ist ein schwedischer Schachspieler.
Die schwedische Juniorenmeisterschaft gewann er 2010 in Lund sowie 2011 und 2013 in Stockholm. 2013 gewann er die nordische Meisterschaft im Schulschach in Bifröst. Das Stockholm Open gewann er 2011, 2014 und 2015, die Stadtmeisterschaft von Stockholm 2011 und 2014.
Für die schwedische Nationalmannschaft spielte er bei der Europameisterschaft 2015 in Reykjavík am Reservebrett. Bei den Schacholympiaden 2016 in Baku und 2018 in Batumi spielte er ebenfalls am Reservebrett.
Im Vereinsschach konnte er die höchste Spielklasse Schwedens, die Elitserien, in der Saison 2008/09 mit dem SK Rockaden Stockholm gewinnen, sowie in den Saisons 2014/15 und 2016/17 mit dem SK Team Viking. Seit der Saison 2018/19 spielt er für die Stockholms Schacksällskap, mit der er 2020 schwedischer Mannschaftsmeister wurde. Mit dem Team Viking nahm er an den European Club Cups 2014 und 2015 teil. Beim European Club Cup 2015 in Skopje spielte er am Spitzenbrett, konnte dort unter anderem gegen Großmeister Vlastimil Babula gewinnen und erzielte eine Großmeister-Norm.
Im August 2014 wurde Jonathan Westerberg der Titel Internationaler Meister verliehen. Die Normen hierfür erzielte er beim Rilton Cup 2012/13 in Stockholm, bei einem First Saturday GM-Turnier im Oktober 2013 in Budapest sowie mit Übererfüllung in der A-Gruppe des Visma Chess IM-Turniers im Juni 2014 in Växjö, das er gewann. Großmeister ist er seit 2021. Die Normen hierfür erzielte er beim European Club Cup 2015 in Skopje, bei der Schacholympiade 2018 in Batumi (mit Übererfüllung) sowie in der schwedischen Eliteserien in den Saisons 2018/19 (mit Übererfüllung) und 2019/20.